# Kees Timmer

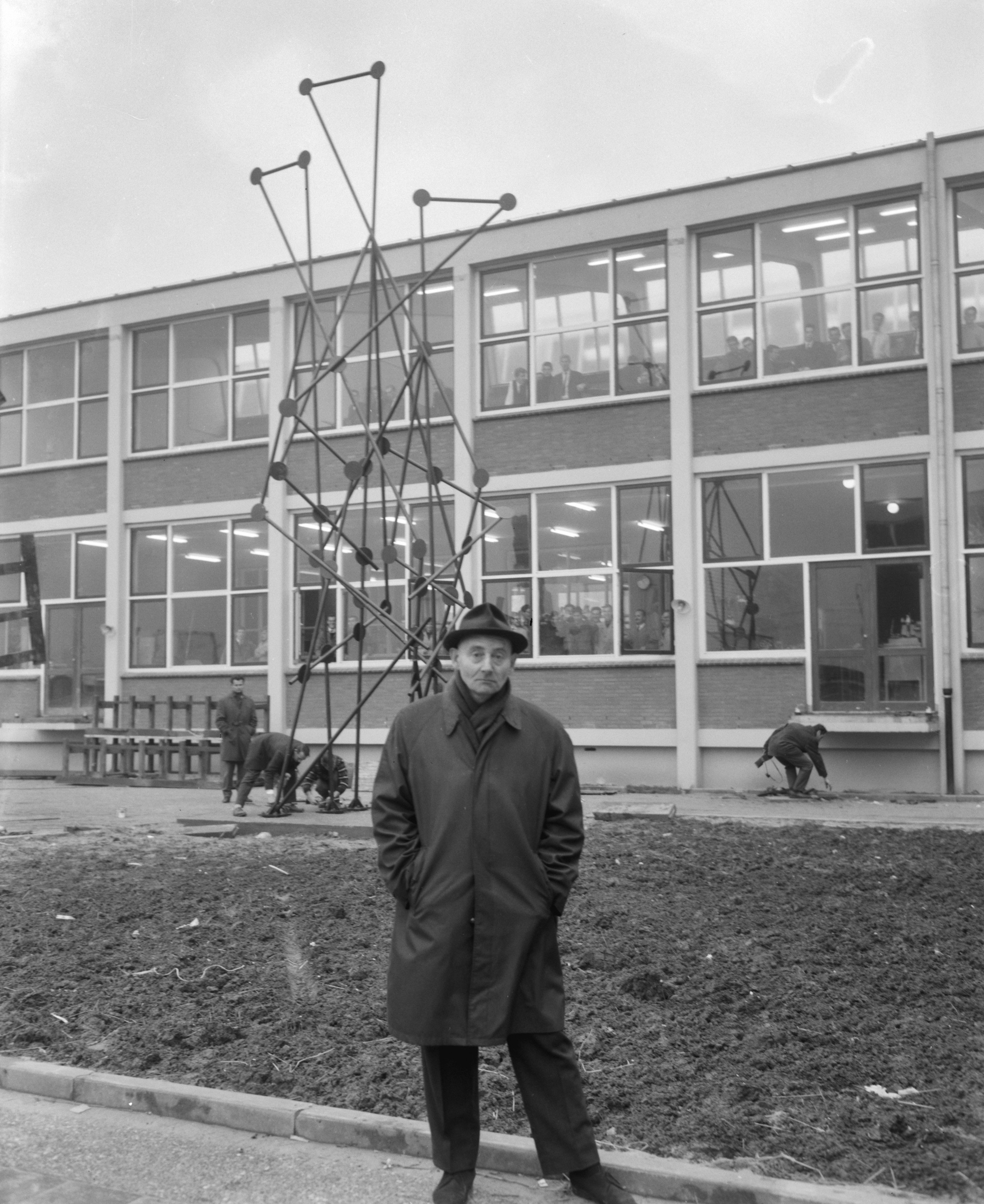
Kees Timmer in 1964 voor zijn plastiek geplaatst op voorplein van de ETS, Amsterdam

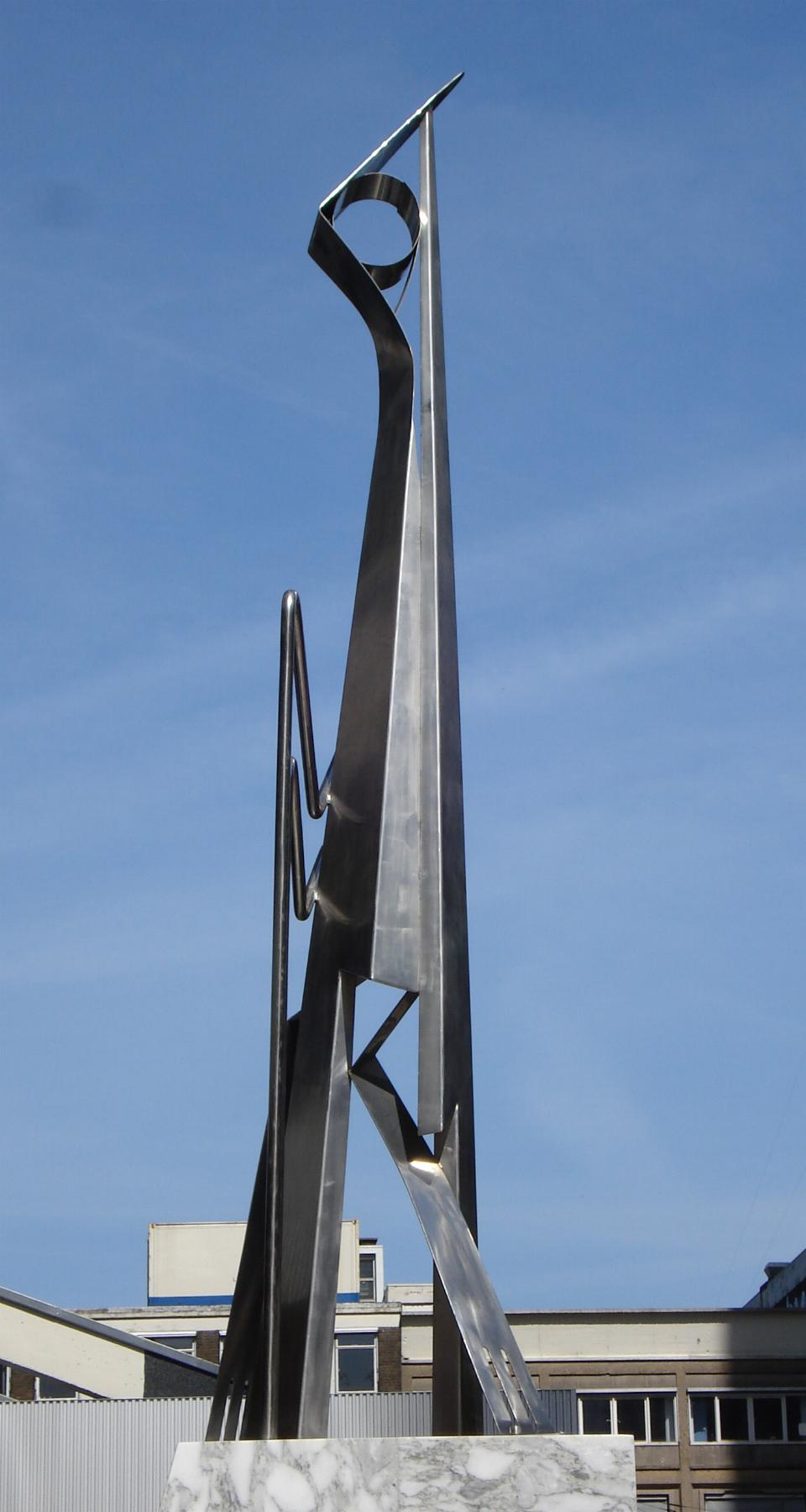
Phoenix (1954), Rotterdam

Cornelis (Cees of Kees) Timmer (Zaandam, 20 juni 1903 – Rotterdam, 24 januari 1978) was een Nederlandse beeldend kunstenaar, die werkte als beeldhouwer, graficus, monumentaal kunstenaar, muurschilder, schilder, tekenaar, edelsmid en mozaïekkunstenaar.
Timmer werd in 1903 in Zaandam geboren en vestigde zich in 1923 in Rotterdam. Hij volgde in de avond kunstles aan bij de Academie van Beeldende Kunsten en Technische Wetenschappen, nu de Willem de Kooning Academie, waar hij schilderles kreeg van Herman Mees en tekenles van David Bautz. In 1928 werd hij onderscheiden met de zilveren Academiemedaille.
In de jaren twintig was er weinig actie in de Rotterdamse kunstwereld, en kunstenaars in heel Nederland worstelden om hun bestaan. Timmer richtte zich in die tijd op de productie van betaalbare kunst met onderwerpen als apen en het circus. Naast figuratief werk van dieren schilderij maakte hij ook portretten en enige zelfportretten. Nog langere tijd werd zijn kunst niet goed verkocht. Later in zijn carrière maakte hij muurschilderingen voor scholen en fabrieken, en bouwde hij ook beelden van beton en metaal.
Timmer was lid van de Vereniging van Beoefenaars der Monumentale Kunsten. In het jaar 1962-63 doceerde hij portret- en modeltekenen aan de Koninklijke Academie van Beeldende Kunsten, en in 1966 ontving hij de eerste Hendrik Chabot Prijs. Hij overleed in 1978 in Rotterdam. Het Museum Boijmans Van Beuningen hield in 1993 een retrospectief van zijn schilderijen.